# Helichus ussuriensis
Helichus ussuriensis is een keversoort uit de familie ruighaarkevers (Dryopidae). De wetenschappelijke naam van de soort werd in 1980 gepubliceerd door Lafer.